# Stanisław Adamski (1903–1967)
Stanisław Adamski (ur. 8 maja 1903 w Zduńskiej Woli, zm. 11 czerwca 1967 tamże) – polski działacz komunistyczny, żołnierz armii Andersa i PSZ.

## Życiorys
Skończył szkołę powszechną, potem pracował w fabryce wyrobów włókienniczych. 1923–1925 odbywał służbę wojskową. Od 1928 członek KPP, zwolniony z pracy za zorganizowanie strajku. Później pracował dorywczo i działał w PPS-Lewicy i KPP. W maju 1932 aresztowany za udział w demonstracji pierwszomajowej. We wrześniu 1932 ponownie aresztowany, skazany na 2 lata więzienia. Współorganizował wiele strajków w Zduńskiej Woli. Od kwietnia do maja 1937 ponownie więziony. W październiku 1937 aresztowany i w grudniu zesłany na 11 miesięcy do Miejsca Odosobnienia w Berezie Kartuskiej.
Od listopada 1939 znajdował się w Białymstoku a następnie w Orsku (ZSRR).
W 1941 wstąpił do nowo utworzonej Armii Polskiej w ZSRR, wraz z którą w 1942 opuścił ZSRR i przebywał w Iranie, Iraku, Palestynie i Włoszech. W składzie 2 Korpusu Polskich Sił Zbrojnych na Zachodzie brał udział w walkach pod Monte Cassino.
W 1946 wrócił do kraju i wstąpił do PPR i został kierownikiem Wydziału Zatrudnienia w Zarządzie Miejskim w Zduńskiej Woli. VII 1946-III 1947 był I sekretarzem Komitetu Miejskiego PPR/PZPR w Zduńskiej Woli. Brał udział I Zjeździe PZPR w grudniu 1948. Później był kierownikiem Wydziału Administracyjno-Gospodarczego w Zakładach Przemysłu Bawełnianego w Zduńskiej Woli. Od 1958 na rencie dla zasłużonych.
Był odznaczony m.in. Krzyżem Oficerskim Orderu Odrodzenia Polski i Krzyżem Pamiątkowym Monte Cassino.